# Eiskunstlauf-Weltmeisterschaften 1988
Die 78. Eiskunstlauf-Weltmeisterschaften fanden vom 23. bis 27. März 1988 in der Budapest Sportcsarnok der ungarischen Hauptstadt Budapest statt.

## Ergebnis

### Herren
| Platz              | Sportler              | Land                   |
| ------------------ | --------------------- | ---------------------- |
| 1                  | Brian Boitano         | Vereinigte Staaten     |
| 2                  | Brian Orser           | Kanada                 |
| 3                  | Wiktor Petrenko       | Sowjetunion            |
| 4                  | Grzegorz Filipowski   | Polen                  |
| 5                  | Christopher Bowman    | Vereinigte Staaten     |
| 6                  | Kurt Browning         | Kanada                 |
| 7                  | Heiko Fischer         | BR Deutschland         |
| 8                  | Petr Barna            | Tschechoslowakei       |
| 9                  | Paul Wylie            | Vereinigte Staaten     |
| 10                 | Wladimir Petrenko     | Sowjetunion            |
| 11                 | Cameron Medhurst      | Australien             |
| 12                 | Oliver Höner          | Schweiz                |
| 13                 | Neil Paterson         | Kanada                 |
| 14                 | Lars Dresler          | Dänemark               |
| 15                 | Paul Robinson         | Vereinigtes Königreich |
| 16                 | Ralf Burghart         | Österreich             |
| 17                 | Ronny Winkler         | DDR                    |
| 18                 | Peter Johansson       | Schweden               |
| 19                 | Daniel Weiss          | BR Deutschland         |
| 20                 | András Száraz         | Ungarn                 |
| 21                 | Alessandro Riccitelli | Italien                |
| 22                 | Oula Jaaskelainen     | Finnland               |
| 23                 | Frederic Lipka        | Frankreich             |
| Kür nicht erreicht |                       |                        |
| 24                 | Tomislav Čižmešija    | Jugoslawien            |
| 25                 | David Liu             | Chinesisch Taipeh      |
| 26                 | Joaquin Guerrero      | Mexiko                 |
| 27                 | Alexandre Geers       | Belgien                |
|                    | Alexander Fadejew (Z) | Sowjetunion            |
|                    | Makoto Kano (Z)       | Japan                  |

- Z = Zurückgezogen

### Damen
| Platz              | Sportlerin         | Land                   |
| ------------------ | ------------------ | ---------------------- |
| 1                  | Katarina Witt      | DDR                    |
| 2                  | Elizabeth Manley   | Kanada                 |
| 3                  | Debi Thomas        | Vereinigte Staaten     |
| 4                  | Claudia Leistner   | BR Deutschland         |
| 5                  | Jill Trenary       | Vereinigte Staaten     |
| 6                  | Midori Itō         | Japan                  |
| 7                  | Caryn Kadavy       | Vereinigte Staaten     |
| 8                  | Simone Koch        | DDR                    |
| 9                  | Natalja Lebedewa   | Sowjetunion            |
| 10                 | Joanne Conway      | Vereinigtes Königreich |
| 11                 | Tamara Téglássy    | Ungarn                 |
| 12                 | Marina Kielmann    | BR Deutschland         |
| 13                 | Yvonne Gómez       | Spanien                |
| 14                 | Natalia Gorbenko   | Sowjetunion            |
| 15                 | Beatrice Gelmini   | Italien                |
| 16                 | Lotta Falkenbäck   | Schweden               |
| 17                 | Charlene Wong      | Kanada                 |
| 18                 | Yvonne Pokorny     | Österreich             |
| 19                 | Claude Péri        | Frankreich             |
| 20                 | Stefanie Schmid    | Schweiz                |
| 21                 | Junko Yaginuma     | Japan                  |
| 22                 | Željka Čižmešija   | Jugoslawien            |
| 23                 | Mirela Gawlowska   | Polen                  |
| 24                 | Gina Fulton        | Vereinigtes Königreich |
| Kür nicht erreicht |                    |                        |
| 25                 | Tracy Brook        | Australien             |
| 26                 | Anisette Torp-Lind | Dänemark               |
| 27                 | Jana Petrušková    | Tschechoslowakei       |
| 28                 | Elina Hanninen     | Finnland               |
| 29                 | Ji Hyun-jung       | Südkorea               |
| 30                 | Diana Marcos       | Mexiko                 |
| 31                 | Asia Alexijewa     | Bulgarien              |

### Paare
| Platz | Sportler                              | Land                   |
| ----- | ------------------------------------- | ---------------------- |
| 1     | Jelena Walowa / Oleg Wassiljew        | Sowjetunion            |
| 2     | Jekaterina Gordejewa / Sergei Grinkow | Sowjetunion            |
| 3     | Larissa Selesnjowa / Oleg Makarow     | Sowjetunion            |
| 4     | Gillian Wachsman / Todd Waggoner      | Vereinigte Staaten     |
| 5     | Denise Benning / Lyndon Johnston      | Kanada                 |
| 6     | Jill Watson / Peter Oppegard          | Vereinigte Staaten     |
| 7     | Isabelle Brasseur / Lloyd Eisler      | Kanada                 |
| 8     | Mandy Wötzel / Axel Rauschenbach      | DDR                    |
| 9     | Christine Hough / Doug Ladret         | Kanada                 |
| 10    | Natalie Seybold / Wayne Seybold       | Vereinigte Staaten     |
| 11    | Lenka Knapová / René Novotný          | Tschechoslowakei       |
| 12    | Cheryl Peake / Andrew Naylor          | Vereinigtes Königreich |
| 13    | Anuschka Gläser / Stefan Pfrengle     | BR Deutschland         |
| 14    | Lisa Cushley / Neil Cushley           | Vereinigtes Königreich |
| 15    | Danielle Carr / Stephen Carr          | Australien             |
| 16    | Akiko Nogami / Yoichi Yamazaki        | Japan                  |

### Eistanz
| Platz              | Sportler                                | Land                   |
| ------------------ | --------------------------------------- | ---------------------- |
| 1                  | Natalja Bestemjanowa / Andrei Bukin     | Sowjetunion            |
| 2                  | Marina Klimowa / Sergei Ponomarenko     | Sowjetunion            |
| 3                  | Tracy Wilson / Robert McCall            | Kanada                 |
| 4                  | Natalja Annenko / Genrich Sretenski     | Sowjetunion            |
| 5                  | Kathrin Beck / Christoff Beck           | Österreich             |
| 6                  | Isabelle Duchesnay / Paul Duchesnay     | Frankreich             |
| 7                  | Klára Engi / Attila Tóth                | Ungarn                 |
| 8                  | Antonia Becherer / Ferdinand Becherer   | BR Deutschland         |
| 9                  | Susie Wynne / Joseph Druar              | Vereinigte Staaten     |
| 10                 | Lia Trovati / Robert Pelizzola          | Italien                |
| 11                 | Karyn Garossino / Rodney Garossino      | Kanada                 |
| 12                 | Sharon Jones / Paul Askham              | Vereinigtes Königreich |
| 13                 | April Sargent / Russ Witherby           | Vereinigte Staaten     |
| 14                 | Věra Řeháková / Ivan Havránek           | Tschechoslowakei       |
| 15                 | Melanie Cole / Michael Farrington       | Kanada                 |
| 16                 | Dominique Yvon / Frédéric Palluel       | Frankreich             |
| 17                 | Honarata Gorna / Andrzej Dostatni       | Polen                  |
| 18                 | Andrea Weppelmann / Hendryk Schamberger | BR Deutschland         |
| 19                 | Tomoko Tanaka / Hiroyuki Suzuki         | Japan                  |
| 20                 | Susanna Rahkamo / Petri Kokko           | Finnland               |
| 21                 | Krisztina Kerekes / Csaba Szentpétery   | Ungarn                 |
| 22                 | Monica MacDonald / Rodney Clarke        | Australien             |
| 23                 | Desiree Schlegel / Patrik Brecht        | Schweiz                |
| 24                 | Birgit Pleninger / Michael Steiner      | Österreich             |
| Kür nicht erreicht |                                         |                        |
| 25                 | Yucca Liu / Jim Sun                     | Chinesisch Taipeh      |

## Medaillenspiegel
| Platz | Land               | Gold | Silber | Bronze | Gesamt |
| ----- | ------------------ | ---- | ------ | ------ | ------ |
| 1     | Sowjetunion        | 2    | 2      | 2      | 6      |
| 2     | Vereinigte Staaten | 1    | –      | 1      | 2      |
| 3     | DDR                | 1    | –      | –      | 1      |
| 4     | Kanada             | –    | 2      | 1      | 3      |